# 四環醫藥
四環醫藥控股集團有限公司，簡稱四環醫藥控股集團、四環醫藥控股，以及四環醫藥（英語：Sihuan Pharmaceutical Holdings Group Ltd.，港交所：0460），在2001年由車馮升創立一家「海南康通醫藥有限公司」。曾在新加坡交易所上市，但已在2009年私有化。又在2010年10月28日，在香港交易所主板上市。
2010年7月，四環醫藥在香港上市前引入溫雲松創辦的私募基金新天域資本作為上市前投資者。新天域資本以8,000萬美元購入四環醫藥9%股權。有關交易引來港交所上市委員會注意，因為引入新天域資本作為上市前投資者能的時間可處於期間在上市申請前28日或公司掛牌前180日。10月4日，四環醫藥與新天域資本解約，大股東以9.9億回購相關股份。
總部位於海南省海口市濱海大道85號天邑國際大廈26-27層，香港方面位於香港中環皇后大道中15號置地廣場告羅士打大廈8樓。主要生產及銷售心腦血管及其他各類藥業產品。

## 連結
- SihuanPharm.com（页面存档备份，存于）